# جيمي روبنز
جيمي روبنز (بالإنجليزية: Jimmy Robbins)‏ هو مغني ومغن مؤلف أمريكي، ولد في 3 سبتمبر 1989.

## وصلات خارجية
- جيمي روبنز على موقع ميوزك برينز (الإنجليزية)
- جيمي روبنز على موقع ديسكوغز (الإنجليزية)